# Roger Gaúcho
Roger Gaúcho est un footballeur brésilien né le 30 mars 1986 à São Leopoldo. Il évolue au poste de milieu de terrain.

## Biographie
Roger Gaúcho joue au Brésil et au Japon.
Il dispute 37 matchs en première division brésilienne, marquant un but, et 10 matchs en première division japonaise, inscrivant deux buts.

## Palmarès
- Vainqueur du Campeonato Gaúcho en 2008 avec le SC Internacional